# Sophie Antoniadis
Sophie Antoniadis ou Antoniadès (en grec moderne : Σοφία Αντωνιάδη / Sofía Antoniádi), née le 31 juillet 1895 au Pirée et morte le 25 janvier 1972 à Athènes, est une philologue et historienne grecque.

## Biographie
Après avoir fait ses études à la faculté des lettres de Paris, Sophie Antoniadis est nommée professeur à l'université de Leyde (1929). Directrice de l'Institut hellénique d'études byzantines et post-byzantines à Venise (1960) et de la revue Thesaurismata.

## Œuvres
- Sacrifice d'Abraam, 1922.
- La comédie classique française, 1925.
- Importance du grec moderne, Brill, 1929.
- L’Évangile de Luc : esquisse de grammaire et de style, Les Belles Lettres, 1930.
- Pascal traducteur de la Bible, 1930.
- Place de la liturgie dans la tradition des lettres grecques, Leide, A.W. Sijthoff, 1939[4].

On lui doit aussi des communications à l'Académie d'Athènes sur des recherches faites dans les archives de la Confrérie des Grecs et dans les archives d’État de Venise (1957-1960) ainsi qu'une communication sur l'Institut hellénique de Venise à l'Académie des inscriptions et belles-lettres (1960).